# مارکی (استان اوپوله)
مارکی (به لهستانی: Marki) یک منطقهٔ مسکونی در لهستان است که در گمینا پراشکا واقع شده‌است.